# Richard Ansdell
Richard Ansdell RA (Liverpool, 11 de maio de 1815 — Farnborough, 20 de abril de 1885) foi um pintor britânico que se especializou em retratar animais e cenas de gênero.

## Biografia
Ansdell nasceu em Liverpool, Lancashire, filho de Thomas Griffiths Ansdell, um autônomo que trabalhava no porto, e  de Anne Jackson. Seu pai morreu jovem e Richard foi educado na escola Liverpool Blue Coat para órfãos. Desde cedo demonstrou um talento natural para a arte, e depois de deixar a escola trabalhou para um pintor de retratos em Chatham, Kent, e também passou um tempo como pintor de sinalização na Holanda.
Ansdell expôs seu trabalho pela primeira vez na Academia de Liverpool, em 1835, tornando-se um estudante lá no ano seguinte. Seus temas sobre animais e cenas rurais agradaram ao público e logo atraíram patronos ricos. A sua primeira exposição na Academia Real, em Londres, foi em 1840, com dois quadros chamados de "A Caça da Tetraz" e "A Fazenda Galloway". Esta foi seguida, em 1841 por "O Conde de Sefton e o grupo retornando da caça", em 1842 "A morte de Sir William Lambton na batalha de Marston Moor", em 1843 "A Morte" e em 1844 "A Rainha Maria dos Escoceses voltando da caça para o Castelo de Stirling". Passou a exibir quadros a cada ano na Academia até 1885 (149 telas no total). Em 1846, exibiu o seu primeiro quadro, "Uma Parada de Tropeiro" na British Institution, em Londres, e exigiu lá 30 telas.
Em junho de 1841, se casou com Maria Romer - o casal teve 11 filhos. Em 1847 a família deixou Liverpool para viver em Kensington, Londres.
Em 1850, Ansdell começou a colaborar em quadros com Thomas Creswick, que se especializou em paisagens (por exemplo: "The South Downs", "England's day in the country" etc.) Trabalhou também com William Powell Frith ("A Filha do Guardião") e John Phillip, com quem viajou para a Espanha em 1856 e pintou uma série de temas espanhóis - "O Carregador de Água", "A Estrada para Sevilha", "O Pastor espanhol" etc. Retornou para a Espanha no ano seguinte, desta vez sozinho, para pintar mais quadros por lá.
Em 1855, Andsell foi premiado com uma medalha de ouro na Exposição de Paris por suas obras, The Wolf Slyer e Taming the Drove. Ganhou também a "medalha Heywood" três vezes por seu trabalho na Manchester Royal Institution. Foi eleito um Associado da Academia Real (ARA) em 1861 e um Acadêmico Real (RA) em 1870.
Durante parte de sua carreira, manteve uma "casa de verão" em Lytham St Annes, no borough de Fylde, onde um distrito, Ansdell, recebe o nome em sua homenagem. É o único artista inglês homenageado desta forma.
Ansdell morreu em "Collingwood Tower" perto de Frimley, Surrey em abril de 1885. Foi sepultado no Cemitério de Brookwood.

## Obras
As obras mais conhecidas de Ansdell são: Stag at Bay (1846), The Combat (1847), e Battle of the Standard (1848) -  que representa a captura da bandeira francesa em Waterloo pelo sargento Ewart do regimento Scots Greys.
O tema de Ansdell foi comparado com o de Edwin Landseer, embora a opinião crítica fosse que, embora popular, em seus trabalhos faltava o impacto emocional deste último. Sua reputação era a de um artista trabalhador, mas, ocasionalmente, o excesso de orgulho, por exemplo, ele não recebeu comissões reais após se recusar a pintar os cães da Rainha Vitória, a menos que eles fossem trazidos até seu estúdio.
Muitos de seus trabalhos são de propriedade do Conselho do Borough de Fylde, e desde setembro de 2007 uma coleção destas pinturas está em exposição permanente em uma galeria de arte em um supermercado em Lytham.
Em outubro de 2017, uma grande pintura de Ansdell de uma vaca holandesa foi apresentada no programa Antiques Roadshow da BBC One e foi avaliada pelo especialista em arte Rupert Maas, por um valor entre 15 000 e 20 000 libras.
As maiores coleções públicas das pinturas de Ansdell na Grã-Bretanha estão na Walker Art Gallery de Liverpool, na Lytham St Annes Art Collection e no Harris Museum em Preston.

### Pinturas militares
- The Death of Sir William Lambton at Marston Moor (1842, Harris Museum, Preston)
- The Fight for the Standard (Waterloo) (1848, Royal Hospital Chelsea)
- The Fight for the Standard (Waterloo) (1848, Royal Scots Dragoon Guards, atualmente no Castelo de Edimburgo)
- Thomas Brown regaining the Lost Guidon (Dettingen) (Queen's Royal Hussars)

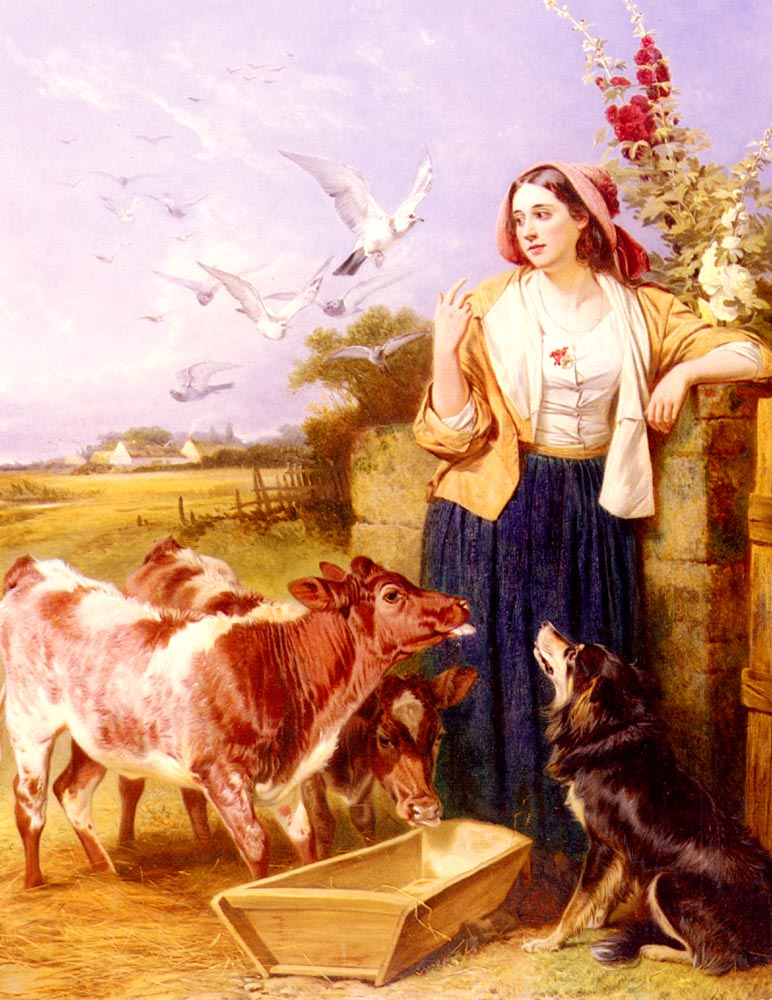
Bons Amigos
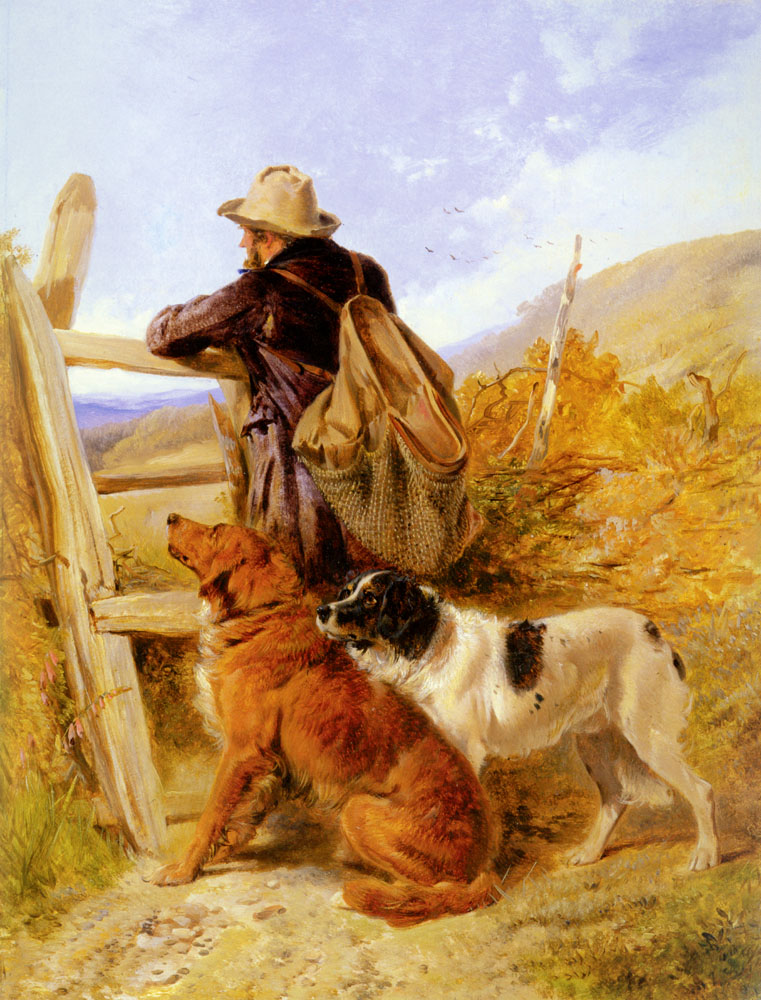
O Guarda de caça
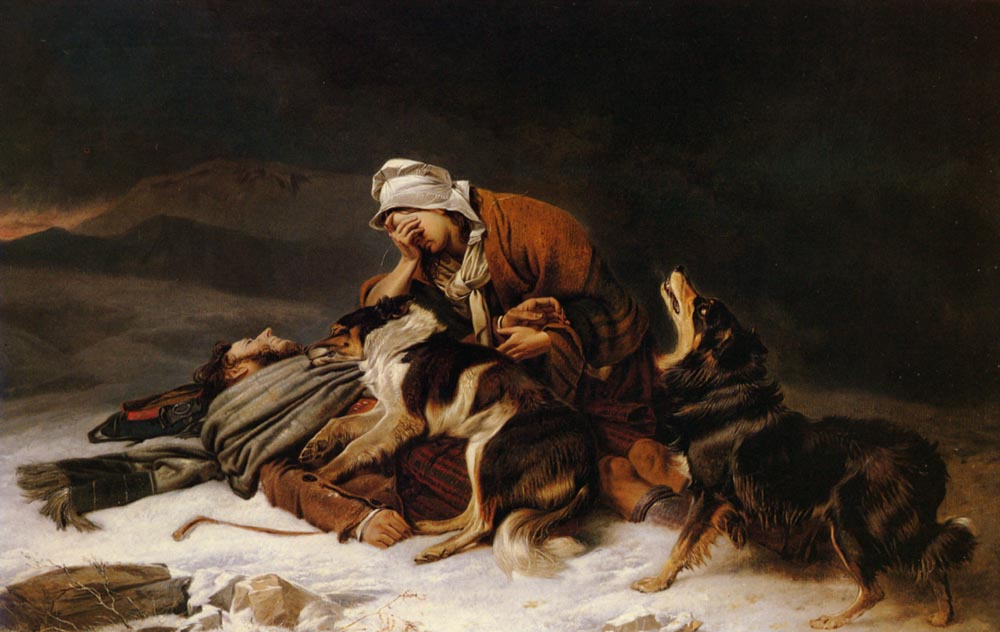
A Tempestade
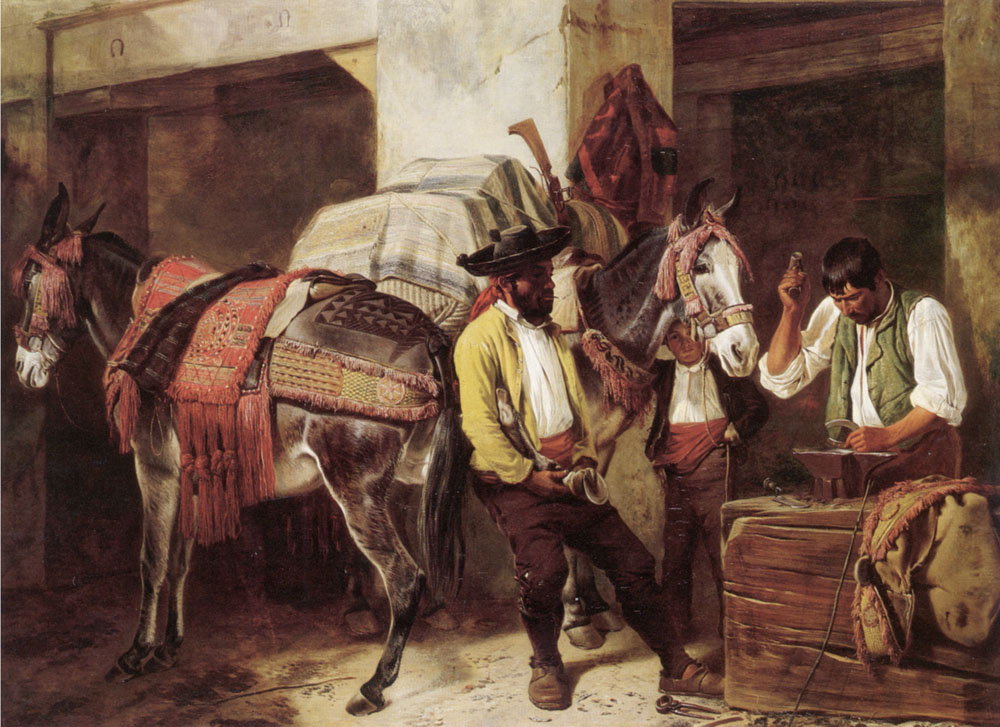
O Ferreiro
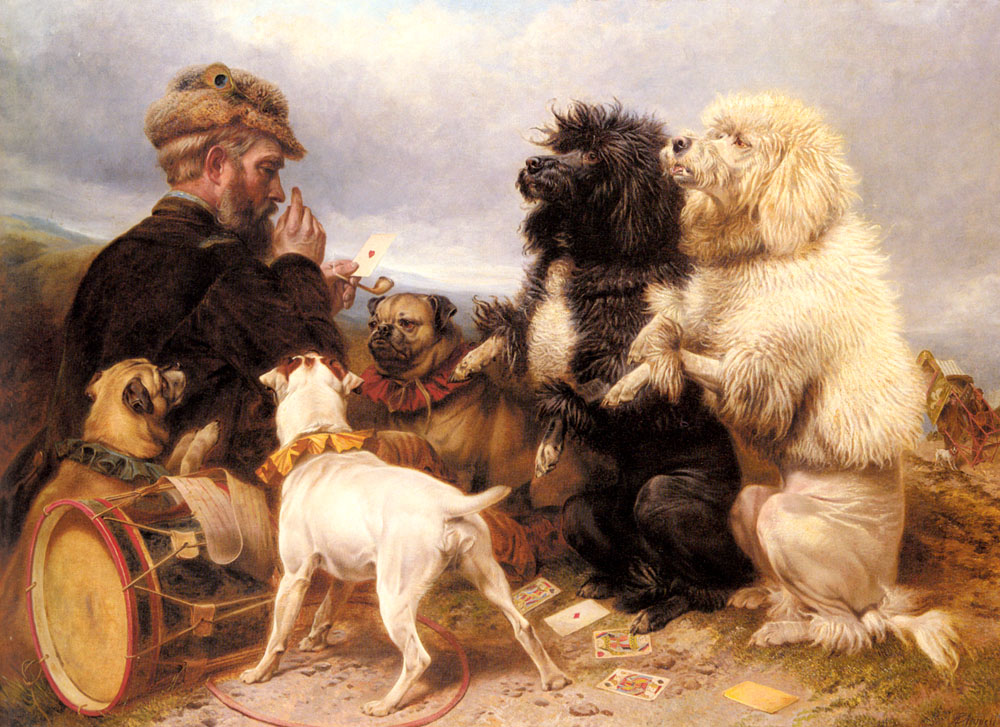
Os cães